# 봉남면
봉남면(鳳南面)은 대한민국의 전북특별자치도 김제시에 설치된 면이다.

## 개요
봉남면의 동남부는 노령산맥의 연봉이 뻗어 내려가는 금구면, 금산면이 인접하고 서북부는 신풍동, 황산면이 인접하여 많은 소구릉이 병풍처럼 둘러 쌓여있는 중앙 좌지에 봉남면이 아담하게 위치하고 있으며 남쪽으로 정읍시 감곡면과 경계를 이루고 있다.

## 행정 구역
- 구정리
- 내광리
- 대송리
- 신용리
- 신호리
- 용신리
- 종덕리
- 평사리
- 행촌리
- 화봉리
- 회성리

## 특산물
특산물로는 청정지역을 강조하는 한라봉과 수박, 밭미나리, 거봉포도, 오리알터 친환경 쌀 등의 농산물들이 생산되고 있다.